# Hidrofília (botànica)

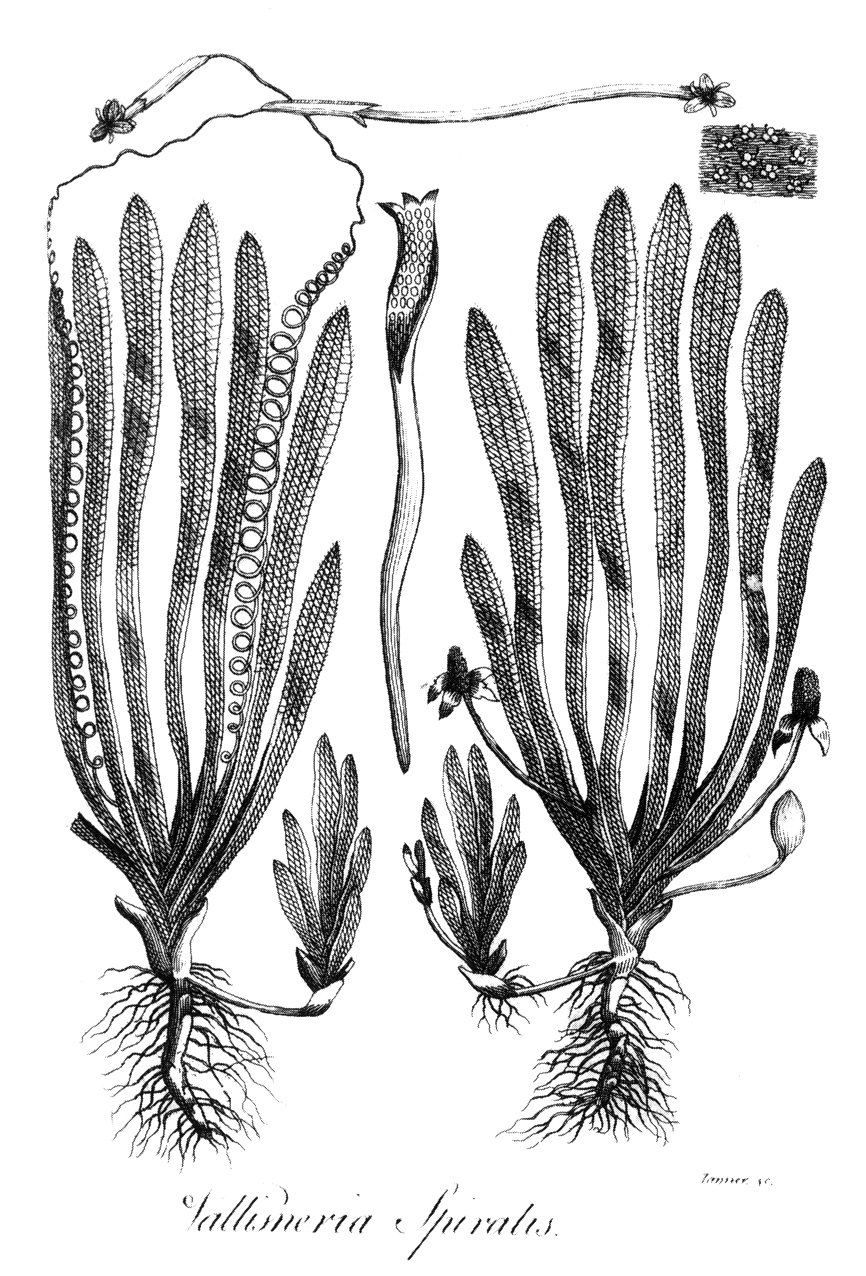
Vallisneria spiralis és un conegut exemple d'espècie hidròfila. Les flors femenines pugen temporalment a la superfície de l'aigua per a ser pol·linitzades.

La hidrofília, en botànica és una estratègia reproductiva d'algunes plantes fanerògames que asseguren la seva pol·linització en utilitzar l'aigua com a vehicle del pol·len. Es presenta en unes poques espècies d'angiospermes. En les espècies que presenten flors erectes, amb forma de disc i còncaves (exemple Ranunculus) l'aigua de pluja pot provocar l'autopol·linització en esquitxar i dur grans de pol·len cap a l'estigma de la pròpia flor. Com mecanisme adaptatiu no està molt difós, ni tan sols entre les espècies aquàtiques. Una adaptació molt important en les espècies anemòfiles és la capacitat de flotació del pol·len (per exemple, en cal·lítrique) o de les flors masculines en altres espècies. Així, en Vallisneria i Elodea les flors masculines que es formen prop del jaç on habiten, es desprenen de la planta i pugen fins a la superfície on suren fins a arribar a les flors femenines de la mateixa espècie. Aquestes últimes, arriben temporalment fins a la superfície, lloc en el qual són pol·linitzades. En altres casos (Ceratophyllum, Najas, Posidonia i Zostera), els pòl·lens tenen la mateixa densitat que l'aigua i no arriben a la superfície de l'aigua i és transportat pel corrent fins a arribar als estigmes de les flors femenines. En Ceratophyllum els estamenis es trenquen per formació de bombolles d'aire en l'aerènquima i arriben de vegades a desprendre's i pujar a la superfície i el pol·len és globós i ric en grànuls de midó que faciliten el seu enfonsament dintre de l'aigua.